# Viktor Horváth
Viktor Horváth (Székesfehérvár, 26 febbraio 1978) è un pentatleta ungherese.

## Palmarès
In carriera ha conseguito i seguenti risultati:
- Mondiali:

Millfield 2001: oro nel pentathlon moderno staffetta a squadre ed a squadre ed argento individuale.
San Francisco 2002: oro nel pentathlon moderno a squadre.
Pesaro 2003: oro nel pentathlon moderno staffetta a squadre ed a squadre.
Varsavia 2005: oro nel pentathlon moderno staffetta a squadre.
Città del Guatemala 2006: oro nel pentathlon moderno staffetta a squadre ed argento individuale ed a squadre.
Berlino 2007: oro nel pentathlon moderno individuale e bronzo a squadre.
- Europei

Sofia 2001: oro nel pentathlon moderno a squadre e staffetta a squadre.
Usti nad Labem 2003: oro nel pentathlon moderno staffetta a squadre ed argento a squadre.
Budapest 2006: oro nel pentathlon moderno a squadre.
Riga 2007: oro nel pentathlon moderno individuale ed argento a squadre.